# Police judiciaire fédérale (Suisse)
La police judiciaire fédérale de son nom complet domaine de direction Police judiciaire fédérale (PJF) mène des enquêtes préliminaires et des procédures de police judiciaire dans les domaines relevant de la compétence de la Confédération suisse. Elle dépend de l'Office fédéral de la police et est basée à Berne. Elle chapeaute l'unité Tigris.

## Description
La police judiciaire fédérale (PJF) est chargée des poursuites dans le domaine complexe de la grande criminalité transfrontalière, dont font partie le crime organisé et la criminalité économique. Elle mène en outre des enquêtes en cas de soupçons d’activités terroristes et de financement de telles activités. La PJF enquête également en cas de délits à l’explosif, de service de renseignements prohibé, d’actes illicites commis à l’occasion d’élections ou de votations fédérales, ainsi qu'en cas d’infractions à la loi sur le matériel de guerre, à la loi sur l’énergie atomique, à la loi sur le contrôle des biens, et à la loi sur l’aviation.
Elle poursuit en outre les délits perpétrés dans l’exercice d’une fonction publique et intervient lors d’actes de corruption, d’actes relevant du génocide ou de délits liés à la fausse monnaie. L’exécution des demandes d’entraide judiciaire relevant de la compétence de la Confédération est également du ressort de la PJF.
La PJF dispose de la Centrale d'enregistrement et d'analyse pour la sûreté de l'information MELANI qui se charge de l'ensemble des infractions d'ordre pénale à la sécurité informatique.